# Параболическая система времени/цены

Параболика eBay Inc. за 2002 г.

Параболическая система времени/цены (англ. parabolic time/price system; также: Параболическая система SAR, Параболическая система, Параболик) — технический индикатор, разработанный Уэллсом Уайлдером и представленный в июне 1978 года в его книге «Новые концепции в технических торговых системах» (англ. New Concepts in Technical Trading Systems).
Цель параболической системы — определить допуск в рамках которого возможно движение цены, для того, чтобы оставаться в текущем тренде.
Изначально система проектировалась в качестве оборотной, то есть в любой момент времени предполагалось, что система находится либо в восходящем, либо в нисходящем тренде и необходимо открывать соответственно либо длинную, либо короткую позицию.
Об оборотности системы свидетельствует, в частности и оригинальное название её основного индикатора — SAR (от англ. stop and reverse price — цена остановки и разворота).
Однако, в дальнейшем, в силу того, что рынок находится в ярко выраженном тренде лишь в небольшие промежутки времени и постоянное открытие и изменение позиций чревато множественными убытками, систему стали рекомендовать использовать совместно с другими индикаторами и методиками.

## Методика построения

### Общее описание
В случае восходящего тренда, в каждый момент времени по модифицированному экспоненциальному закону определяется индикативная цена — SAR, ниже которой не должна опускаться реальная цена. Как только реальная цена опускается ниже индикативной, система автоматически полагает, что тренд изменился на нисходящий и SAR показывает максимальную цену, выше которой не должна подниматься реальная цена.
Таким образом, при достаточном количестве анализируемых периодов система автоматически определяет направление тренда и предоставляет цену, для установки защитного приказа.

### Первичное направление
Параболическая система автоматически определяет направление движения рынка на любом участке кроме первого, поэтому, при достаточном количестве периодов для анализа, первично заданное направление движения рынка не имеет значения.
Для начала работы его можно определить произвольным образом.
Необходимая корректировка произойдёт автоматически.
Автор методики и программы технического анализа рекомендуют определять первичное направления движения рынка по сравнению ценовых показателей нескольких первых периодов.
В качестве максимальной и минимальной цены для первичного направления рекомендуется использовать, соответственно максимальные (максимальный High) и минимальные (минимальный Low) этих периодов.
В качестве первичного SAR — полученные для этих периодов минимум, в случае восходящего тренда, и максимум, в случае нисходящего.

### Алгоритм
Ключевым индикатором системы является цена стопа и разворота — SAR.
SAR — это индикативная цена, которую не должны пробивать цены текущих периодов, для того, чтобы тренд считался продолжающимся.
Для восходящего тренда, для каждого периода {\displaystyle SAR} вычисляется как:
{\displaystyle SAR_{n+1}=SAR_{n}+\alpha \cdot (H-SAR_{n}),}
для нисходящего тренда:
{\displaystyle SAR_{n+1}=SAR_{n}-\alpha \cdot (SAR_{n}-L),}
где {\displaystyle SAR_{n+1}} цена стопа и разворота в период {\displaystyle n+1}, {\displaystyle SAR_{n}} цена стопа и разворота в период {\displaystyle n}, {\displaystyle H} — новый максимум цены (High периода), зафиксированный с открытия текущей длинной позиции, {\displaystyle L} — новый минимум цены (Low периода), зафиксированный с момента открытия текущей короткой позиции, {\displaystyle \alpha } — фактор ускорения.
Кроме того, следует учесть, что SAR для следующего периода не должен быть выше минимумов текущего и предыдущего периодов (для восходящего тренда) и ниже максимумов текущего и предыдущего периодов (для нисходящего тренда).
Таким образом, окончательная формула для восходящего тренда:
{\displaystyle SAR_{n+1}=\min(SAR_{n}+\alpha \cdot (H-SAR_{n}),low_{n},low_{n-1}),}
для нисходящего тренда
{\displaystyle SAR_{n+1}=\max(SAR_{n}-\alpha \cdot (SAR_{n}-L),high_{n},high_{n-1}),}
где {\displaystyle low_{n}} - минимум цены в периоде {\displaystyle n}, {\displaystyle low_{n-1}} - минимум цены в периоде {\displaystyle n-1}, {\displaystyle high_{n}} - максимум цены в периоде {\displaystyle n}, {\displaystyle high_{n-1}} - максимум цены в периоде {\displaystyle n-1}.

### Фактор ускорения
Фактор ускорения (англ. acceleration factor) — плавающий коэффициент, характеризующийся минимальным, максимальным значением, шагом изменением и методикой изменения:
1. В момент стопа и разворота фактор ускорения принимает своё минимальное значение (в оригинале равное 0,02).
2. Как только цена на текущем участке достигнет нового экстремального значения по тренду (новый максимум High на растущем тренде, или новый минимум Low на падающем), значение фактора ускорения увеличивается на шаг изменения (в оригинале равный 0,02). Если цена не показывает новых экстремальных значений фактор ускорения не меняется.
3. При достижении фактором ускорения его максимального значении (в оригинале 0,2) его рост приостанавливается.

Минимальные, максимальные значения и шаг изменения фактора ускорения могут быть подобраны эмпирически, однако, исследователи сходятся к достаточной обоснованности заданных автором методики значениям для исследуемых ими рынков.

### Стоп и разворот
Как только:
- в случае восходящего тренда, минимальная цена (Low) периода опустится ниже SAR
- в случае нисходящего тренда, максимальная цена (High) периода поднимется выше SAR

тренд изменяется на противоположный, {\displaystyle H}, {\displaystyle L} и {\displaystyle SAR} в формулах получают новые значения и вычисления начинаются заново.
В момент стопа и разворота, как и в случае первичного направления {\displaystyle SAR} равен {\displaystyle L}, в случае восходящего тренда, и {\displaystyle H}, в случае нисходящего.

## Торговые стратегии
В первую очередь параболическую систему рекомендуют применять для определения момента закрытия позиции, в том числе и с помощью защитных приказов.
Кроме того, некоторые исследователи полагают, что параболик можно использовать и в качестве самостоятельного индикатора для открытия позиций. Однако, в этом случае, они указывают на вероятные заметные убытки и просадки, а также настоятельно рекомендуют использовать данную систему совместно с другими индикаторами.

## Связь с другими индикаторами
Наряду с «Параболической системой времени/цены» в своей книге «Новые концепции в технических торговых системах» Уэллс Уайлдер также описал «Систему направленного движения».